# China Post
China Post, oficialmente China Post Group Corporation, é uma empresa pública que explora o serviço postal oficial da China.

## História
A estação de correios do Império Qing foi criada em 1878 por Robert Hart sob proposta de potências estrangeiras,[carece de fontes?] com sucursais em cinco grandes cidades comerciais. Em 20 de março de 1896, a estação de correios tornou-se o Serviço Postal do Grande Império Qing. Em 1912, o Serviço Postal do Grande Qing passou a designar-se por Correios de Chunghwa. Em 1929, os Correios de Chunghwa assinaram um contrato com o grupo China Airways Federal para o transporte de correio aéreo nas rotas Shanghai-Hankow, Nanjing-Beijing e Hankow-Canton. Os Correios de Chunghwa funcionaram como prestadores do principal serviço postal da China continental até 1949.
O atual serviço postal da República Popular da China foi criado em 1949. Substituiu o Chunghwa Post na China em 1949, bem como a União Postal Universal em 1972. Anteriormente, era administrado pelo Ministério dos Correios e Telecomunicações. Os Correios da China são diretamente supervisionados pelos Correios da República Popular da China, que têm a responsabilidade geral de regulamentar o serviço postal na China. Os Correios do Estado são uma agência dependente do Ministério da Indústria da Informação da República Popular da China.[carece de fontes?]